# 바후발리 2: 더 컨클루전
《바후발리 2: 더 컨클루전》(텔루구어: బాహుబలి 2: ది కన్ క్లూజన్, 타밀어: பாகுபலி 2)은 2017년 공개된 인도의 영화이다.

## 캐스팅
- 프라바스 - 바후발리 역
- 라나 다구바티 - 발라데바 역
- 아누슈카 셰티 - 데바세나 역
- 타만나 바티아 - 아반티카 역
- 나세르
- 수딥
- 사티아라즈